# Конкорд (Алабама)
Конкорд (енгл. Concord) насељено је место без административног статуса у америчкој савезној држави Алабама.

## Демографија
По попису из 2010. године број становника је 1.837, што је 28 (1,5%) становника више него 2000. године.
| Група             | 2000.         | 2010.         |
| Белци             | 1.778 (98,3%) | 1.800 (98,0%) |
| Афроамериканци    | 5 (0,3%)      | 10 (0,5%)     |
| Азијати           | 4 (0,2%)      | 3 (0,2%)      |
| Хиспаноамериканци | 5 (0,3%)      | 9 (0,5%)      |
| Укупно            | 1.809         | 1.837         |